# 50000 Kvaoar
50000 Kvaoar (Quaoar) je čezneptunsko telo v Kuiperjevem pasu. 

## Odkritje in imenovanje
4. junija 2002 sta ga odkrila Chad Trujillo in Michael Brown na Tehnološkem institutu Kalifornije (Caltech), na slikah, ki so bile posnete v Observatoriju Palomar. Ob odkritju je bil Kvaoar v ozvezdju Kačenosca. Takrat je imel je navidezni sij 18,5. Lahko bi ga uvrstili med pritlikave planete. Ime izvira iz jezika Tongva, ki ga govorijo domorodci v okolici Los Angelesa. Najprej je dobil začasno ime 2002 LM60. Mednarodna astronomska zveza s svojimi pravili določa, da dobijo čezneptunska telesa imena po božanstvih iz mitov o stvarjenju (človeštva, Zemlje, življenja, vesolja,...).

## Lastnosti
Kvaoar ima premer 1.260 ± 190 km. V času odkritja je bil največje odkrito telo po odkritju Plutona. Pozneje so ga po velikosti presegla še čezneptunska telesa Erida, Sedna, Haumea in Makemake. Izgleda, da je pozneje odkriti Ork večji kot Kvaoar. Njegova prostornina je večja kot prostornina vseh asteroidov skupaj. Premer ima desetino Zemljinega (tretjina Luninenga) oziroma polovico premera Plutona.
Kvaoar je bilo prvo čezneptunsko telo, ki so ga neposredno opazovali tudi z Vesoljskim teleskopom Hubble. 
Kvaoar je sestavljen iz mešanice kamnin in vodnega ledu. Njegov nizek albedo (ocenjen na 0,1) kaže, da je led izginil s površine, ki se sedaj kaže v rahko rdeči barvi. Leta 2004 so našli znamenja, ki kažejo na prisotnost kristalnega ledu. To pomeni, da se je v zadnjih desetih milijonih let temperatura dvignila  na najmanj -160 °C. Naravna temperature na tem področju je okoli -220 °C. nekateri predvidevajo, da je dvig temperature  posledica močnega curka majnih meteorjev, drugi pa predvidevajo, da je to posledica kriovulkanizma, ki je nastal zaradi radioaktivnega razpada v  skorji Kvaoarjar. Po letu 2006 so kristalni vodni led našli tudi na Haumea, ki pa je prisoten v večjih količinah tako, da je albedo tega telesa 0,7. Podrobnejše preizkave v letu 2007 v področju infrardečega spectra so pokazale, da je na površini prisoten tudi metan in etan. Metan ima vrelišče pri 112 K in je tako tvori hlapljiv led na površini Kvaoarja (v nasprotju z vodnim ledom in etanom, ki ima vrelišče pri 185 K). Samo nekatera  večja telesa (Pluton, Erida in Makemake) imajo na površini stalen led, ostala manjša telesa pa ga nimajo. Kvaoar je nekje na sredini.

## Tirnica
Kvaoar kroži okoli Sonca na razdalji okoli 6 milijard km. Za en obhod potrebuje 287 let. Njegova tirnica je zmerno nagnjena (~ 8°). Na njegovo tirnico ne vpliva Neptun kot ta vpliva na Pluton (resonanca 2 : 3). Na slikah na levi strani sta prikazana dva pogleda na tirnico Kvaoarja in Plutona. Na  zgornji sliki levo je prikazan ekliptični pogled, kjer se vidi naklon tirnic Kvaoarja in Plutona. Na spodnji pa je prikazan pogled na tirnici Plutona in Kvaoarja iz smeri severnega nebesnega pola. Položaj obeh teles je narisan za leto 2006. Na polarnem pogledu se vidi, da ima tirnica Kvaoarja mnogo manjšo izsrednost kot pa tirnica Plutona. Zaradi tega je Pluton včasih bliže Soncu, včasih pa je od njega bolj oddaljen. Datumi, ki so navedeni na diagramih, pomenijo prehod telesa skozi afelij in perihekij. Sonce je v središču tirnic. V letu 2008 je Kvaoar na razdalji 13,9 a.e. od Plutona, kar je zelo malo.

## Naravni sateliti
22. februarja 2007 so objavili, da ima Kvaoar tudi svojo luno, Vejvot (Weywot). Tirnica še ni določena. Našli so jo približno 0,35 kotnih sekund od Kvaoarja, z razliko v magnitudi 5,6. Če se upošteva enak albedo kot pri Kvaoarju, potem bi bil premer lune okoli 100 km.